# ANO Glyfada
El ANO Glyfada o Glyfada Nautical Sports Club (en griego: Αθλητικός Ναυτικός Όμιλος Γλυφάδας, "ΑΝΟΓ") es un club polideportivo griego en el municipio de Glyfada, (Atenas) .
Los deportes que se practican en el club son: waterpolo (masculino y femenino), baloncesto, natación, tenis y vela.

## Palmarés de waterpolo
- 2 Euroliga de waterpolo femenino: 2000 y 2003[2]

- 4 veces campeón de la liga de Grecia de waterpolo masculino (1986, 1987, 1989 y 1990)[3]
- 3 veces campeón de la copa de Grecia de waterpolo masculino (1986, 1987 y 1989)
- 8 veces campeón de la liga de Grecia de waterpolo femenino (1989, 1996, 1999, 2000, 2001, 2002, 2004 y 2008)
- 2 veces campeón de la copa de Grecia de waterpolo femenino (1986, 1987 y 1989)
- 2 veces campeón de la copa de Europa de waterpolo femenino (2000 y 2003)

## Palmarés de baloncesto
- 2 veces campeón de la copa de Grecia de baloncesto femenino (2002 y 2003)